# Strange Kind of Woman
Strange Kind of Woman – piosenka brytyjskiego zespołu rockowego Deep Purple, która została wydana jako singiel (po singlu „Black Night”) na początku 1971 roku. Piosenka stała się hitem, osiągając 8 miejsce na brytyjskiej liście przebojów. Remiks Rogera Glovera z 1996 roku pojawił się później na reedycji albumu Fireball z 1971 roku, podczas gdy oryginalną wersję można znaleźć na różnych kompilacjach Deep Purple. Chociaż nie jest częścią sesji nagraniowych Fireball, utwór „Strange Kind of Woman” został włączony do amerykańskich i kanadyjskich wydań albumu, zamiast utworu „Demon’s Eye” z wydania brytyjskiego.
Utwór ze strony B, „I’m Alone”, został później wydany na kompilacji The Deep Purple Singles A’s and B’s, a także na rozszerzonym wydaniu Fireball z okazji 25. rocznicy wydania płyty.

## Historia powstania utworu
Piosenka pierwotnie nosiła nazwę „Prostitute”. Wokalista Ian Gillan w wersji utworu z płyty Deep Purple in Concert przed wykonaniem opowiedział o utworze: „[Piosenka] opowiada historię naszego przyjaciela, który pobrał się z bardzo złą kobietą i była to smutna historia. W końcu pobrali się. A kilka dni po ślubie kobieta umarła”. W sekcji Wordography Gillan podaje nieco inną wersję historii utworu: 

Kochałem ją w dziwny sposób po okresie dojrzewania, ale wtedy robiło to całkiem sporo innych ludzi. Ona też ich kochała i dawała im dobry zwrot za ich pieniądze. Nie udało mi się niestety, gdy próbowałem pomóc jej zerwać z nawykiem… powiedziała, że to nie jest nawyk, to było jej życie i co ja w ogóle wiedziałem? Awansowałem od środowych porannych randek do sobotnich wieczorów (tak jakby). Faktem jest, że ta piosenka nie dotyczy jednej kobiety..., ale kompilacji emocji i rozczarowań, a taki zestaw można nazwać tylko Nancy. Dorastałem szybko… niewinność umarła, a w kategorii… Moja Kobieta… wszystkie roszczenia zostały zniesione.

Podczas wykonywania piosenki na żywo, Gillan i gitarzysta Ritchie Blackmore wykonują pojedynek gitarowo-wokalny w środku utworu. Zawsze kończy się on wyjątkowo długim i wysokim krzykiem Gillana, po którym zespół wraca do grania oryginalnej wersji piosenki. Przykład można usłyszeć na płycie Made in Japan, nagranej na żywo w 1972 roku.

## Twórcy
- Ian Gillan – wokal
- Ritchie Blackmore – gitara
- Roger Glover – bas
- Jon Lord – organy
- Ian Paice – perkusja

## Covery utworu
Piosenka została nagrana przez serbski hardrockowy zespół Cactus Jack na ich koncertowym tribute albumie Deep Purple Tribute w 2003 roku. Cover utworu został wydany również przez zespół psychobilly The Lucky Devils na ich pierwszym albumie Time Passes By w 2000 r.